# عمر نجدی
عمر نجدی (انگلیسی: Omar Najdi؛ زادهٔ ۲۴ اکتبر ۱۹۸۶) بازیکن فوتبال اهل مراکش است.
از باشگاه‌هایی که در آن بازی کرده‌است می‌توان به باشگاه فوتبال حسینیه اکادیر، باشگاه فوتبال الرجا، باشگاه فوتبال الوداد کازابلانکا، باشگاه فوتبال پتروجت، باشگاه فوتبال الشعب امارات و باشگاه فوتبال مصر المقاصه اشاره کرد.
وی همچنین در تیم ملی فوتبال زیر ۲۳ سال مراکش بازی کرده‌است.